# Blanka av Namur

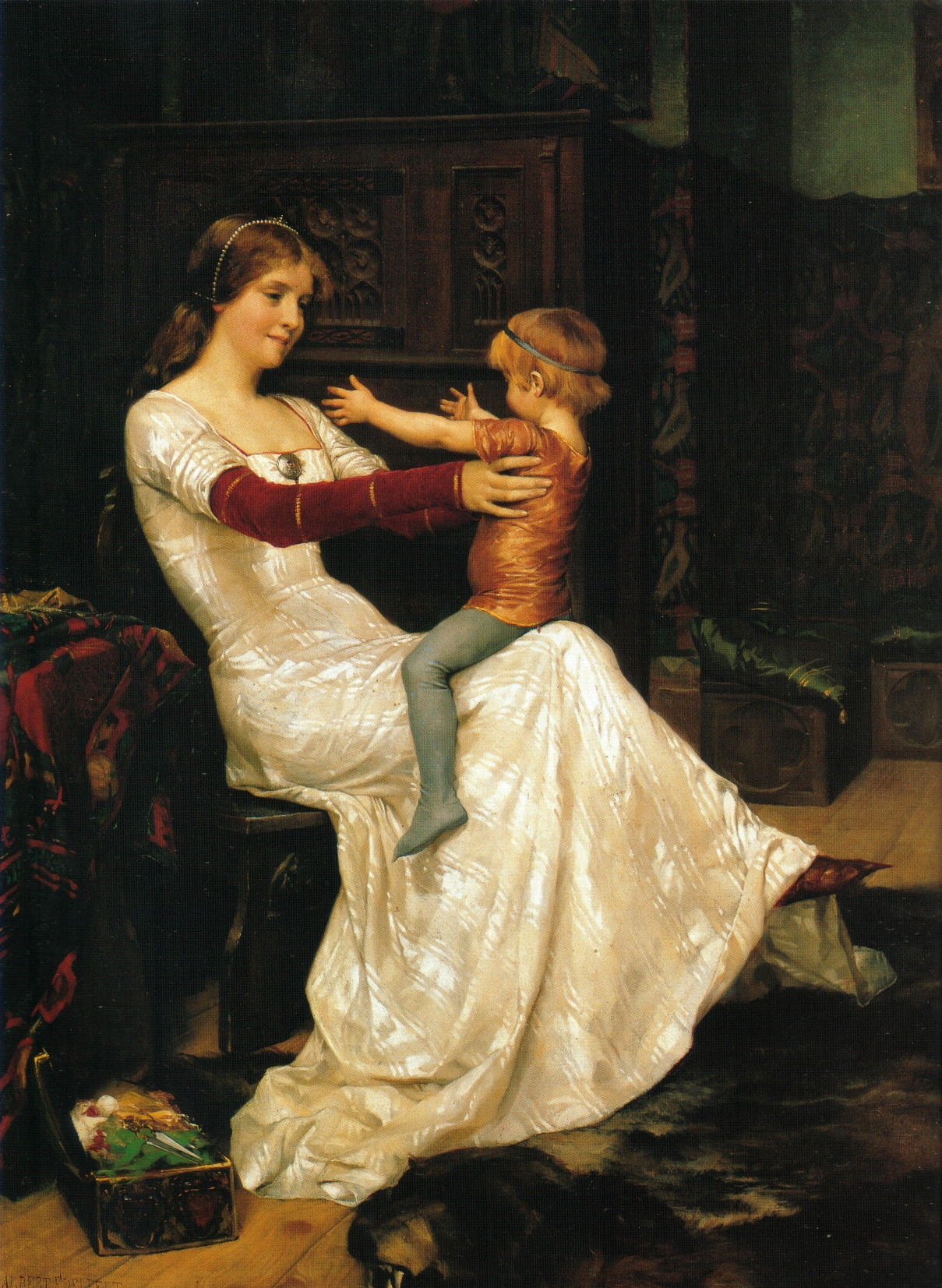
Blanka och sonen Håkan såsom Albert Edelfelt föreställde sig dem i sin målning Drottning Blanka 1877.

Blanka av Namur (Blanche), född cirka 1320, död 1363, var grevinna av vad som nu är en provins i Belgien och blev svensk, norsk och skånsk drottning från år 1335 genom sitt äktenskap med kung Magnus Eriksson.

## Biografi
Blanka föddes på Namurs fästning i nuvarande Belgien som dotter till greve Jean Dampierre av Namur och hans grevinna Marie av Artois, som härstammade från kung Ludvig VIII av Frankrike. Hennes födelseår är okänt men hon var troligen jämnårig med sin make.
Det är inte känt hur den svenske kungen Magnus Eriksson först fick höra talas om Blanka. I juni 1334 reste han från Sverige med följe till grevskapet Namur för att anhålla om hennes hand. Där trolovade de sig och han återvände till Sverige på hösten 1334. Blanka lämnade Namur hösten 1335 och bröllopet ägde rum i oktober eller början av november 1335, möjligtvis på Bohus fästning. I morgongåva fick hon Tønsbergs hus och län i Norge samt Lödöse vid Göta älv och Lindholmens borg på Hisingen. Kröningen ägde rum i juli 1336, möjligen den 21 juli i Storkyrkan i Stockholm.
I ett andra morgongåvobrev 1353 erhöll hon dessutom Bohus fästning och Marstrand med Älvsyssel utom Orust.
Samtida källor indikerar att drottning Blanka var både vacker och klok men det finns inga bilder av henne som man med säkerhet vet föreställer henne. Drottningens eget sigill är känt från ett diplom utfärdat 1346. Sigillet föreställer en kvinna klädd i fotsid klänning utan bälte, med spiran i höger hand och kronan på huvudet.
Den 9 april 1363 gifte sig den då 23-årige sonen Håkan Magnusson med Valdemar Atterdags dotter Margareta. Strax efter bröllopet avled Blanka. Dödsorsaken är okänd, likaså platsen för hennes grav.
Barnvisan "Rida, rida ranka, hästen heter Blanka" handlar om drottning Blanka och skrevs i slutet av 1800-talet av Hans Henric Hallbäck.

## Barn
- Erik Magnusson
- Håkan Magnusson
- Tre döttrar (döda unga, några begravda i Ås kloster)